# Днепропетровски национален исторически музей „Дмитро Яворницки“
Днепропетровски национален исторически музей „Дмитро Яворницки“ (на украински: Дніпровський національний історичний музей імені Дмитра Яворницького) е музей в Днипро, Украйна, установен през 1849 г. от местния губернатор Андрий Фабр. Постоянната колекция на музея съдържа 283 000 предмета, от палеолитни сечива до експонати от Втората световна война. Сред забележителните експонати са кургански стели, Керносовският идол и внушителна колекция от казашки антики.

## История

### Обществен музей
На 12 февруари 1849 г., по инициатива на директора на местната гимназия Яков Грахов и губернатора на Екатеринослав (днешен Днипро) Андрий Фабр, е основан Екатеринославският обществен музей. Първоначално музеят се помещава в двореца „Потьомкин“, който по това време принадлежи на губернското Събрание на благородниците. По време на Кримската война (1853 – 1856 г.) музеят е преместен в Екатеринославската класическа мъжка гимназия (понастоящем сградата на Днипровския държавен медицински университет), която става негово постоянно местожителство до началото на XX век.
В обществения музей са изложени археологически находки, антики от местния регион, каменни статуи, както и реликви от Древен Египет, Древна Гърция, монети, образци от различни скали и палеонтологически останки. Мумията на египтянка с дете, която и до днес се съхранява в музея (според легендата е донесена от губернатор Андрий Фабр от Одеския краеведски музей по време на Кримската война от 1853 – 1856 г.) е считана за най-значимия експонат на музея. В първите години от установяването на музея, жители на града, любители на историята и антиките даряват експонати, както пари за музейно оборудване. Въпреки това, без държавна финансова подкрепа, музеят започва да запада в периода между 60-те години на XIX век и началото на XX век.

### Частен музей на Олександр Пол
През 1887 г. почетният гражданин на Екатеринослав Олександр Пол открива първия частен музей в региона, помещаващ се в 4 стаи в личната му къща, на площад „Соборна“ в града. Колекцията на Пол се състои от 4 770 предмета, представлявайки една от най-значимите частни колекции по това време.
Музеят на Пол е организиран в седем отдела. Значителна част от експозицията се състои от археологически находки, открити от Пол в кургани и други гробници в Екатеринославска губерния, по-специално в района на Кривой рог. Изложената колекция съдържа и реликви на Запорожки казаци, египетски антики, култови предмети, монети от различни епохи, картини. Собственикът оценява общата стойност на експонатите на 200 000 сребърни рубли.
След смъртта на Олександр Пол през 1890 г. местната общност инициира създаването на регионален музей на неговото име.

### Регионален музей „Олександр Пол“
Регионалният музей на Олександр Пол е тържествено открит на 6 май 1902 г. в сградата на Търговското училище (съвременната сграда на Днепропетровския областен съвет). Към музея постепенно биват добавени предмети от колекциите на Обществения музей, на частния музей на Олександр Пол, на Дмитро Яворницки и други собственици на частни колекции.
През 1905 г., под ръководството на архитектите Г. Сандецки и Г. Панафутин, е построена нова сграда на музея, създадена по модел на къщата на Ернст Хофман (намираща се в Берлин). През първото десетилетие след преместването в новата сграда, броят на изложените експонати нараства от 300 на 10 000. Колекцията е организирана в девет раздела, включващи археологически находки от различни епохи и култури, запорожки казашки реликви, църковни антики, етнографски, нумизматични, живописни предмети, произведения на приложното народно изкуство, книги и документи, фотоматериали. 

### Разширяване на музейния фонд между двете световни войни
В периода 1917 – 1923 г. музейният фонд е обогатен с частни колекции, предмети от благороднически къщи и земства. Директорът по това време полага усилия да запази колекцията на музея от унищожаване и разграбване. По това време е известен като Народен музей на Екатеринославщината.
В периода 1927 – 1932 г. музеят се обогати до голяма степен с нови находки от археологическа експедиция, ръководена от Дмитро Яворницки. Колекцията на музея е допълнена с десетки хиляди археологически предмети, открити на територията, където по-късно се строи Днепровската водноелектрическа централа. По това време музеят е известен с името Днепропетровски регионален историко-археологически музей.
След смъртта на Дмитро Яворницки през 1940 г. музеят е кръстен на него – Днепропетровски исторически музей „Дмитро Яворницки“.
На 15 февруари 2010 г. музеят получава статут на „национален музей“.

### През Втората световна война и процес на възстановяване
Музеят претърпява големи загуби на експонати по време на Втората световна война. През годините на окупация музеят е преместен в сградата на Музея на изкуствата на улица „Шевченко“, тъй като комендантът на града, Клостерман, решава да използва красивата и централно разположена сграда на музея за своя щаб-квартира. Повечето предмети, евакуирани в източна посока, са изгубени, а останалите са разграбени от немската окупационна власт. Малка част от експонатите са запазени благодарение на музейните техници М. Я. Билим и П. К. Дуз.
На 6 август 1961 г. гробът на Дмитро Яворницки е преместен от градските гробища до стените на музея. На 8 ноември 1995 г. на гроба му е издигнат паметник (скулптор – В. Наконечный, архитект – В. Мирошниченко).
През 70-те години музеят е възстановен под ръководството на Хорпина Ватченко. През 1973 г. ученици случайно откриват Керносивския идол, който впоследствие е придобит от музея. На 9 май 1975 г. е открита диорамата „Битката за Днепър“. На 7 май 1977 г. е официално открита новата колекция, включваща експонати демонстриращи историята на региона от древността до края на Втората световна война.

## По-нови попълнения към музейния фонд
През 1999 г. проф. Анатолий Фоменко дарява на музея своята колекция „Шевченкиана“,  която се състои от близо 2 000 предмета. Сред тях са 350 книги с произведения на Тарас Шевченко и публикации, посветени на неговия живот и творчество; пощенски картички с автопортрети на Шевченко, репродукции на негови картини и графики, рисунки, както и пощенски картички, създадени по теми от него стихотворения, с изображения на паметници на поета, места, където е живял и други; значки, медали, екслибриси, филателни предмети, портрети. Сред най-ценните в колекцията са копие на сборника „Кобзар“, издаден през 1860 г., пражкото издание на „Кобзар“ от 1867 г. и сборникът „Поезия на Тарас Шевченко, забранена в Русия“, издаден в Женева през 1890 година

## Музейна експозиция
Понастоящем музейната експозиция е организирана в 9 зали:
- Древна история на Днепропетровска област
- Запорожки казаци
- Екатеринославска област през XIX век
- Индустриална революция в края на XIX – началото на XX век
- Гражданска война (1917 – 1920 г.)
- Регионът през 1920 – 1939 г.
- Регионът по време на Втората световна война (1939 – 1945 г.)
- Съвременна история на Днепропетровска област (1945 г. до днес) (залата е в процес на реконструкция от 1997 г.)
- „Не трябва да се случва отново“ (Сталинисткият терор в Днепропетровска област между 30-те и 50-те години на XX век)

- Зала 1: Древна история на Днепропетровска област
- Зала 2: Запорожки казаци
- Зала 3: Екатеринославска област през XIX век
- Зала 4: Индустриална революция в края на XIX – началото на XX век
- Зала 5: Гражданска война (1917 – 1920 г.)
- Зала 6: Регионът през 1920 – 1939 г.
- Зала 7: Регионът по време на Втората световна война (1939 – 1945 г.)
- Зала 9: Изложба „Не трябва да се случва отново“